# Rotterdams Conservatorium
Het Rotterdams Conservatorium is een van de negen conservatoria in Nederland. Het heeft een internationale reputatie vanwege de combinatie van vele mogelijke studierichtingen, met name op het gebied van wereldmuziek. Het is opgericht in 1930 en maakt tegenwoordig deel uit van Codarts, Hogeschool voor de Kunsten (samen met de Rotterdamse Dansacademie, Rotterdam Circus Arts en de Havo/vwo voor Muziek en Dans, Codarts Lyceum).

## Studierichtingen
De hogeschool biedt studies aan van klassiek, jazz, pop en wereldmuziek. Er zijn de volgende studierichtingen:
harp -
piano -
orgel

#### Vocaal
zang

#### Overig
orkestdirectie -
hafabra-directie -
koordirectie -
compositie -
muziektheorie

### Jazz

#### Instrumentaal
basgitaar -
contrabas -
drums -
fluit -
gitaar -
piano -
saxofoon -
trombone -
trompet -
viool

#### Vocaal
zang

#### Overig
componeren en arrangeren

### Popmuziek

#### Instrumentaal
basgitaar -
drums -
gitaar -
toetsen

#### Vocaal
zang

### Wereldmuziek

#### Indiase muziek

##### Instrumentaal
bansuri -
sarangi -
sarod -
sitar -
tabla -
viool

##### Vocaal
zang (dhrupad en khayal)

#### Argentijnse tango
bandoneon -
contrabas -
gitaar -
piano -
viool -

#### Latin(CubaanseenBraziliaansemuziek)

##### Instrumentaal
basgitaar -
drums -
latin percussie -
piano

##### Vocaal
zang

#### Flamenco
gitaar

#### Turksemuziek
bağlama/zang

### Muziektheater
zang